# Liste der Bodendenkmäler in Peiting
Auf dieser Seite sind die Bodendenkmäler in dem oberbayerischen Markt Peiting zusammengestellt. Diese Tabelle ist eine Teilliste der Liste der Bodendenkmäler in Bayern. Grundlage ist die Bayerische Denkmalliste, die auf Basis des Bayerischen Denkmalschutzgesetzes vom 1. Oktober 1973 erstmals erstellt wurde und seither durch das Bayerische Landesamt für Denkmalpflege geführt wird. Die folgenden Angaben ersetzen nicht die rechtsverbindliche Auskunft der Denkmalschutzbehörde.

## Bodendenkmäler der Gemeinde

### Bodendenkmäler in der Gemarkung Birkland
| Lage                | Objekt | Akten-Nr.     | Bild           |
| ------------------- | --- | ------------- | -------------- |
| Birkland (Standort) | Untertägige spätmittelalterliche und frühneuzeitliche Befunde im Bereich der Katholischen Pfarrkirche St. Anna in Aich und ihrer Vorgängerbauten. | D-1-8131-0201 | weitere Bilder |

### Bodendenkmäler in der Gemarkung Peiting
| Lage                                                                     | Objekt | Akten-Nr.     | Bild           |
| ------------------------------------------------------------------------ | --- | ------------- | -------------- |
| Peiting (Standort)                                                       | Höhensiedlung der frühen Bronzezeit, der Urnenfelder- und Hallstattzeit sowie Burgstall des hohen Mittelalters (Bergwiesen). Siehe auch: Bronzezeit, Urnenfelderzeit, Hallstattzeit, Burgstall, Mittelalter, Abschnittsbefestigung Bergwiesen | D-1-8131-0054 |                |
| Peiting (Standort)                                                       | Verebnete Grabhügel vorgeschichtlicher Zeitstellung. Siehe auch: Hügelgrab | D-1-8231-0006 |                |
| Peiting (Standort)                                                       | Grabhügel mit Bestattungen der Bronzezeit. | D-1-8231-0007 |                |
| Peiting (Standort)                                                       | Grabhügel mit Bestattungen der Bronzezeit sowie Grabenwerk vor- und frühgeschichtlicher Zeitstellung oder des Mittelalters. Siehe auch: Grabenwerk                                                                                            | D-1-8231-0010 |                |
| Peiting (Standort)                                                       | Villa rustica der mittleren römischen Kaiserzeit und Körpergräber des frühen Mittelalters. Siehe auch: Villa rustica (Peiting), Römische Kaiserzeit, Körpergrab                                                                               | D-1-8231-0012 |                |
| Peiting (Standort)                                                       | Siedlung der römischen Kaiserzeit. | D-1-8231-0016 |                |
| Peiting (Standort)                                                       | Siedlung der römischen Kaiserzeit. | D-1-8231-0017 |                |
| Peiting (Standort)                                                       | Körpergräber der späten römischen Kaiserzeit. | D-1-8231-0018 |                |
| Peiting (Standort)                                                       | Reihengräberfeld des frühen Mittelalters. Siehe auch: Reihengrab | D-1-8231-0019 |                |
| Peiting (Standort)                                                       | Verebnete Grabhügel vorgeschichtlicher Zeitstellung. | D-1-8231-0021 |                |
| Peiting (Standort)                                                       | Grabhügel vorgeschichtlicher Zeitstellung. | D-1-8231-0022 |                |
| Peiting Bahnhofstraße 17; Kapellenstraße 1; Friedhofstraße 18 (Standort) | Untertägige frühneuzeitliche Befunde im Bereich der Katholischen Wallfahrtskirche Maria Egg in Peiting und ihres Vorgängerbaus mit aufgelassenem Friedhof und abgegangener Eremitenklause.                                                    | D-1-8231-0027 | weitere Bilder |
| Peiting Hauptplatz 21 (Standort)                                         | Untertägige mittelalterliche und frühneuzeitliche Befunde im Bereich der Katholischen Pfarrkirche St. Michael in Peiting und ihrer Vorgängerbauten.                                                                                           | D-1-8231-0069 | weitere Bilder |